# Lisa Mamié
Lisa Mamié, née le 27 octobre 1998, est une nageuse suisse, spécialiste de la brasse. Elle est sacrée vice-championne d'Europe du 200 m brasse en 2021 à Budapest puis devient championne d'Europe l'année suivante à Rome.

## Carrière
En décembre 2020, elle améliore son record de Suisse du 50 mètres brasse en 31 s 20 lors du Rotterdam Qualification Meet soit trois centièmes de seconde de mieux que son temps précédent.
En mai 2021, elle remporte la médaille d'argent du 200 mètres brasse des championnats d'Europe 2020 en 2 min 22 s 05 derrière la Britannique Molly Renshaw. Lors de cette finale, elle bat le record de Suisse qu'elle avait établi la veille en demi-finale.
Le 15 août 2022, elle devient championne d'Europe du 200 mètres brasse lors des championnats d'Europe de Rome.

## Palmarès

### Championnats d'Europe

#### En grand bassin
- Championnats d'Europe :
  -  médaille d'argent du 200 mètres brasse à Budapest en 2021
  -  médaille d'or du 200 mètres brasse à Rome en 2022
  -  médaille d'argent du 100 mètres brasse à Belgrade en 2024
  -  médaille de bronze du 200 mètres brasse à Belgrade en 2024